# Geli Korzjev

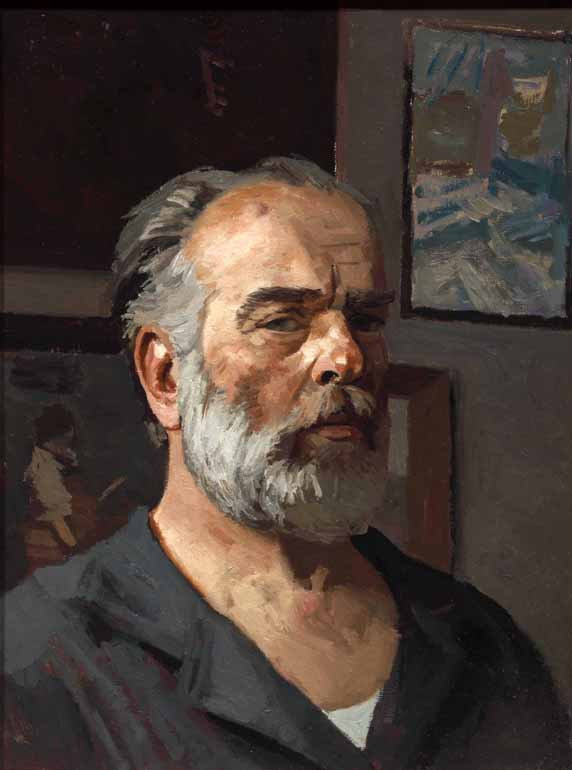
Geli Korzjev (zelfportret)

Geli Michailovitsj Korzjev-Tsjoeveljov (Russisch: Гелий Михайлович Коржев-Чувелёв) (Moskou, 7 juli 1925 – aldaar, 27 augustus 2012) was een Russische schilder. Korzjev studeerde van 1939 tot 1944 aan de Staatschool voor Kunsten in Moskou. Van 1944 tot 1950 studeerde hij aan het Soerikov Staats Kunstinstituut in Moskou, onder anderen onder Aleksander Gerasimov. Korzjev schilderde in de socialistisch realistische stijl en bleef zijn hele leven aanhanger van het communisme.

## Biografie
Als tiener werd Korzjev in 1941 uit Moskou geëvacueerd wegens de oorlogshandelingen maar hij kon zijn studie voorzetten omdat de hele Staatsschool met hem mee evacueerde.
In 1951 – na zijn graduatie aan het Soerikov Instituut – werd hij daar leraar. Deze positie vervulde hij 34 jaar. Zijn eerste schilderij, ‘Tijdens de Oorlogsdagen’, kreeg een goede recensie en hij werd mede daardoor opgenomen in de Unie van Sovjet Artiesten, een positie die toentertijd nodig was om officiële staatsopdrachten te kunnen krijgen. In 1969 werd Korzjev voorzitter van de Moskouse afdeling van de Unie. Veel van Korzjevs werken zijn beïnvloed door gebeurtenissen van de opeenvolgende revoluties in Rusland en de Grote Vaderlandse Oorlog maar er zijn ook veel stillevens – soepterrines, olielampen en samovars – bij. De stillevens komen uit de inventaris van de ‘gewone man’, mogelijk Korzjevs voorkeur voor deze vorm van leven reflecterend maar zeker ook de aspiraties van de Sovjet Unie duidend wanneer zij de arbeider bejubelt. In die zin is Korzjevs kunst adequaat socialistisch realistisch.
Na de dood van Stalin kwam als tegenstroom een schilderstijl op die de naam ‘rauwe stijl’ kreeg. (Russisch: суровый стиль, soerovyj stil). Korzjev was een van de exponenten van deze stijl. De glanzende, hyperrealistische – soms naïeve – stijl, bv. in het schilderij ‘Een brief van het front’ van Aleksander Laktionov, van de jaren ná de Grote Vaderlandse Oorlog, werd hier stilistisch bekritiseerd. De fijne afwerking in Laktionovs werk ontbreekt in de rauwe stijl. Korzjevs werk is expressief, het ontbreekt – opzettelijk – aan transparantie, mooie schaduwen en decoratie. Bij Korzjev en andere aanhangers van deze stijl is oorlog ook ellende, mensen kunnen er daardoor vroegtijdig oud uitzien en dat toont Korzjev in zijn schilderijen. De dooi die ontstond na de dood van Stalin gaf ruimte om modderig te schilderen, af te wijken van het utopische perfecte kleurenbeeld. Het lichte, extatische optimisme is afwezig, het realisme niet.
‘Oorlog is het thema van mijn generatie’ stelde Korzjev. Veel van Korzjevs schilderijen die aan de Grote Vaderlandse Oorlog herinneren laten een heldhaftige figuur zien of een aantal figuren die duidelijk geleden hebben door een of meer gebeurtenissen maar uitstralen dat zij er weer bovenop komen. Korzjevs helden zijn sterke vrouwen en mannen die voor een kritieke fase in hun leven staan. Vele gebeurtenissen binnen de schilderijen zijn desondanks meerdere kanten op te interpreteren. Het bekendste schilderij in de drieluik ‘Communisten’ (1957-1960) is ‘De Vaandeldrager’. Een fors gespierde man knielt neer om een rood vaandel op te pakken of neer te leggen. Voor zijn voeten ligt een dode kameraad op de tramrails. Onduidelijk is – ondanks de vastberaden blik van de hoofdfiguur – of hij de vaandel overneemt van de neergeschoten man en er zijn weg mee vervolgt óf dat hij – gedwongen door bv. de militie – de vaandel neer moet leggen. Dit schilderij roept associaties op met het programma van de 11de symfonie van de componist Dmitri Sjostakovitsj.
Don Quichot speelt een grote rol in Korzjevs oeuvre. Een serie van 15 schilderijen is gewijd aan deze held. Enerzijds trof Korzjevs de overeenkomst tussen het uiterlijk van zijn vader en Don Quichot en anderzijds sprak de morele sterkte van Don Quichot hem aan. Hij vond Don Quichot ‘een edelman vanuit positie maar altijd in relatie tot de gewone man’. Hij zou de inspirerende leiders van de Sovjet Unie symboliseren.
Toen zijn kleinzoon hem vroeg eens een half mens, half dier fantasiefiguurtje te tekenen resulteerde dit in een veertigtal schilderijen met fantasiefiguren, uiteindelijk de Tjoerlikis genoemd, waarin humor, satire en sarcasme een grote rol spelen. De figuren reflecteren de afwijzende houding die Korzjev tentoonspreidt sinds de ineenstorting van de Sovjet Unie in het begin van de jaren 1990. In deze serie wilde Korzjev zijn afkeer uiten aangaande lege beloftes en de ‘pretentieuze non-aspiraties’ van het nieuwe regime. (In de Nederlandse kunst heeft de serie ‘Chessmen’ van de fotograaf Erwin Olaf verrassende overeenkomsten met Korzjevs schilderijen uit de Tjoerlikis-serie.)
Korzjevs belangrijkste werken zijn in het bezit van het Russisch Museum in Sint-Petersburg.
Van 2007 tot begin 2008 is er buiten Rusland een grote tentoonstelling van Korzjev’s werken geweest in Minneapolis (The Museum of Russian Art) en meest recent – 2012/3 – zijn 4 van zijn werken tentoongesteld in Assen (Drents Museum).

## Onderscheidingen
- Leninorde
- Orde van de Rode Vlag van de Arbeid
- Titel ‘Artiest van de Sovjet-Unie’
- Staatsprijs van de Sovjet-Unie (in 1966 voor het drieluik ‘de Communisten’)